# Station Fretin
Station Fretin is een spoorwegstation in de Franse gemeente Fretin. Het station staat langs de spoorlijn Fives - Hirson.

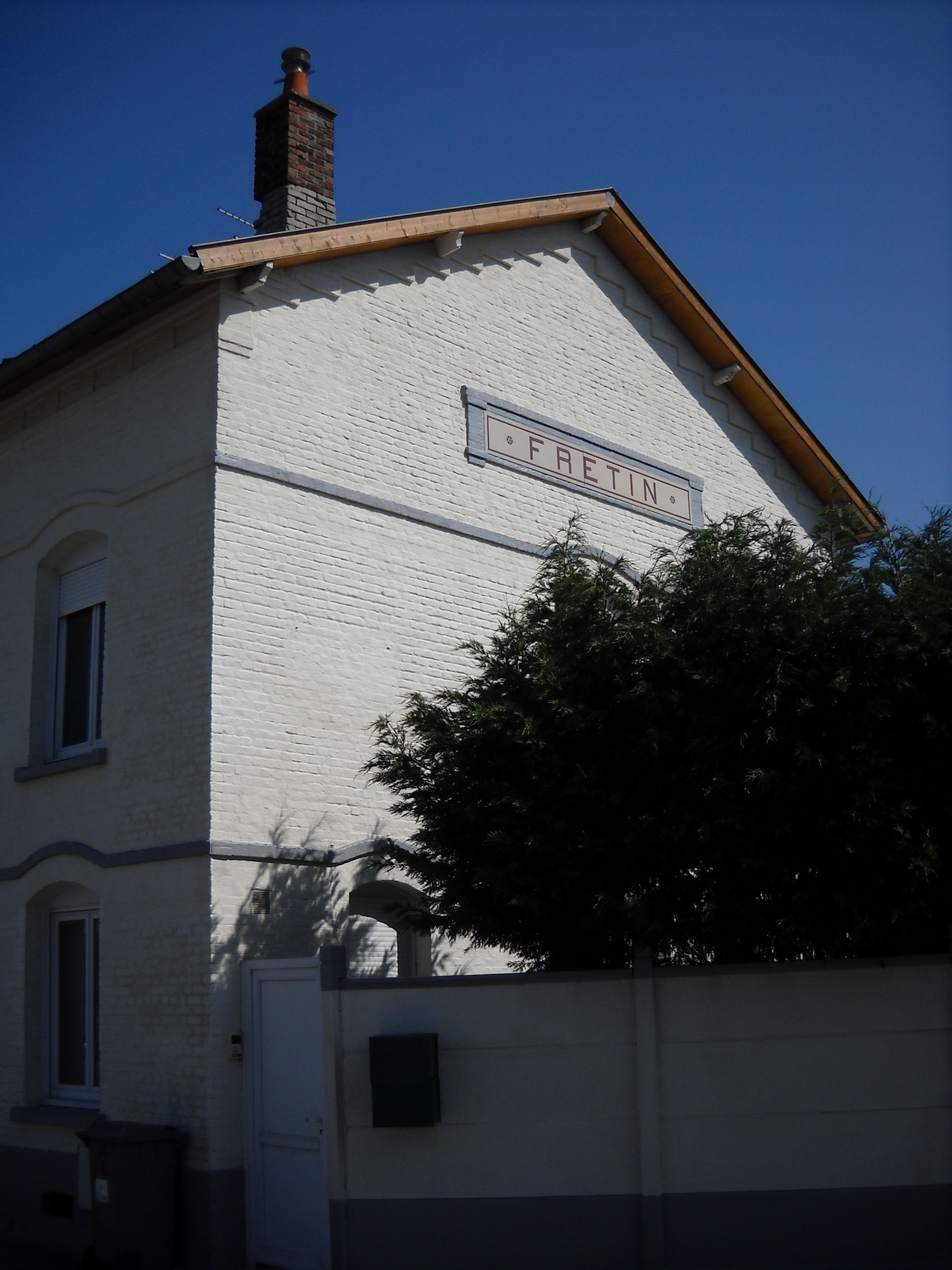
Oud stationsgebouw